# Максимівка-Тернопільська
Максимівка-Тернопільська — проміжна залізнична станція Тернопільської дирекції Львівської залізниці на електрифікованій лінії Гречани — Тернопіль між станціями Підволочиськ (20 км) та Бірки-Великі (17 км). Розташована біля села Максимівка Збаразького району Тернопільської області.

## Історія
Станція відкрита 4 листопада 1871 року, одночасно із відкриттям руху на лінії Тернопіль — Підволочиськ. Первісна назва станції — Максимівка, названа на честь Максима Загородного, який був війтом у містечку Підволочиськ і запровадив побудову залізниці неподалік свого села. Сучасна назва вживається після 1950-х років.
У 1998 році електрифікована змінним струмом (~25 кВ) в складі дільниці Тернопіль — Гречани.
28 серпня 2022 року на перегоні Підволочиськ — Максимівка-Тернопільська трапилася одна з наймасштабних аварій на «Укрзалізниці» за останній час, в ході якої вантажний поїзд зійшов з колій. В результаті був повіністю  заблоковано рух поїздів, пошкоджені колії в обох напрямках, опори, контактна мережа, понад 20 вагонів перетворилися на металобрухт, а понад 20 пасажирських поїздів прямували обхідним маршрутом з тривалим запізненням від графіку руху.

## Пасажирське сполучення
На станції зупиняються приміські електропоїзди сполученням Тернопіль — Підволочиськ.